# Marco Francescoli
Marco Francescoli (n. París, Francia, 11 de febrero de 1989) es un exfutbolista uruguayo que cuenta también con nacionalidad francesa. Se desempeñó como mediocampista en el Club Estudiantes de La Plata de la Primera División de Argentina. Es hijo del exfutbolista uruguayo Enzo Francescoli, quien jugó en la Selección de fútbol de Uruguay entre 1982 y 1997.

## Clubes
| Club                    | País      | Año  |
| ----------------------- | --------- | ---- |
| Estudiantes de La Plata | Argentina | 2010 |

## Palmarés
| Título           | Equipo                  | País      | Año  |
| ---------------- | ----------------------- | --------- | ---- |
| Primera División | Estudiantes de La Plata | Argentina | 2010 |